# 芦北町立田浦中学校
芦北町立田浦中学校（あしきたちょうりつたのうらちゅうがっこう）は、熊本県葦北郡芦北町田浦にある公立中学校。

## 沿革
- 1947年 - 田浦村立田浦中学校創立。
- 1958年 - 田浦町立田浦中学校に改称。
- 2004年 - 芦北町立田浦中学校に改称。

## 部活動
- 野球部
- サッカー部
- 剣道部
- バドミントン部（女子）
- バレー部（女子）
- 卓球部
- 芸術部

## 主な出身者
- 江上トミ
- 遠山奬志
- 立岡宗一郎